# Pidlypne
Pidlypne (ukrainisch Підлипне; russisch Подлипное Podlipnoje) ist ein Dorf im Westen der ukrainischen Oblast Sumy mit etwa 4000 Einwohnern (2004).

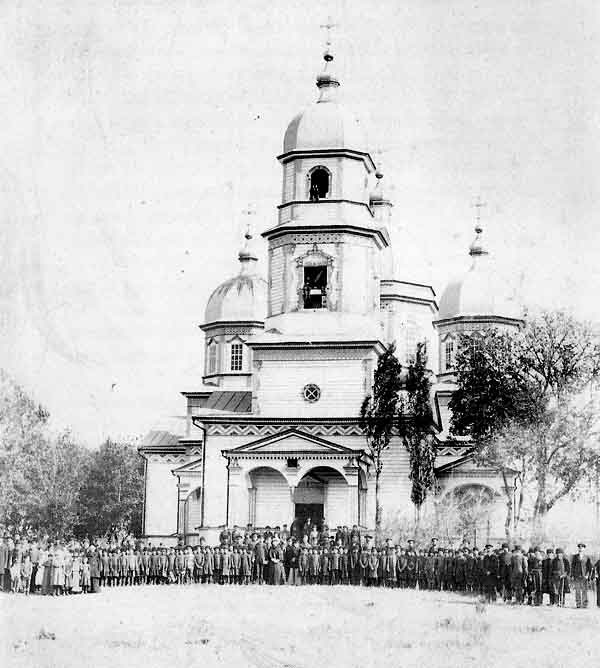
St.-Nikilaus-Kirche in Pidlypne, vor 1914

Pidlypne liegt an der Mündung der Lypka (Липка) in den Jesutsch (Єзуч), einem Nebenfluss des Seim, 6 km südlich des Stadtzentrums von Konotop zwischen der Regionalstraße P–60 im Westen und der P–61 im Osten. Das Oblastzentrum Sumy liegt 130 km südöstlich vom Dorf.
Am 13. Juni 2019 wurde das Dorf ein Teil der neugegründeten Stadtgemeinde Konotop, bis dahin bildete es zusammen mit den Dörfern Kalyniwka (Калинівка) und Lobkiwka (Лобківка) die gleichnamige Landratsgemeinde Pidlypne (Підлипненська сільська рада/Pidlypnenska silska rada) unter Oblastverwaltung im Westen des ihn umgebenden Rajons Konotop.
Am 17. Juli 2020 kam es im Zuge einer großen Rajonsreform zum Anschluss des Rajonsgebietes an den Rajon Konotop.